# Sylvilagus audubonii
El conejo del desierto (Sylvilagus audubonii) o conejo matorralero es una especie de mamífero lagomorfo de la familia Leporidae. El género Sylvilagus, al que pertenece este conejo, incluye a los conejos de cola de algodón. Es más pequeño que otras especies. Vive en los matorrrales áridos del centro norte de Estados Unidos, en el desierto de Sonora y hasta Tehuacán, México.   

## Distribución y hábitat
Se puede encontrar en el suroeste de Norteamérica, desde el norte de Montana, en Estados Unidos, hasta el centro de México, y al oeste, cerca de la costa del Pacífico. Se le asocia a zonas secas semidesérticas del suroeste americano, encontrándose a alturas de hasta 2000 m s. n. m.. También se puede encontrar en terrenos menos áridos, como el bosque de enebros.